# Ferenc Szekeres
Ferenc Szekeres (Abony, 21 maart 1947) is een Hongaarse voormalige langeafstandsloper, die gespecialiseerd was in de marathon. Hij werd zevenmaal Hongaars kampioen marathon en won tweemaal de marathon van Amsterdam. Ook nam hij tweemaal deel aan de Olympische Spelen, maar won hierbij geen medailles.

## Loopbaan
In 1972 maakte Szekeres zijn olympisch debuut op de Olympische Spelen van München. Op de olympische marathon eindigde hij als 33e in 2:25.17. Deze wedstrijd werd gewonnen door de Amerikaan Frank Shorter in 2:12.19,8. Het jaar erop won hij voor de eerste maal de marathon bij de Hongaarse kampioenschappen.
In Nederland geniet Ferenc Szekeres met name bekendheid vanwege zijn podiumplaatsen op de marathon van Amsterdam. In 1977 werd hij derde in 2:16.47,0. Twee jaar later won hij deze wedstrijd in 2:14.45,6. In 1980 nam hij wederom deel en finishte in een persoonlijk record van 2:12.35. Deze tijd werd alleen onderboden door de Nederlander Gerard Nijboer, die de wedstrijd won met een verbetering van het Nederlands record tot 2:09.01.
Op de Olympische Spelen van 1980 in Moskou moest Szekeres met 2:15.18 en een twaalfde plaats genoegen nemen. Nijboer nam ook deel aan deze wedstrijd en werd tweede in 2:11.20. De winst ging naar de Oost-Duitser Waldemar Cierpinski, die in 2:11.03 over de finish kwam.
In 1981 won Szekeres de marathon van Amsterdam opnieuw, ditmaal in 2:18.11. 
Szekeres was in zijn actieve tijd aangesloten bij Csepel Sport Club.

## Titels
- Hongaars kampioen marathon - 1973, 1974, 1975, 1978, 1979, 1981, 1982

## Persoonlijk record
| Onderdeel | Prestatie | Datum         | Plaats    |
| --------- | --------- | ------------- | --------- |
| marathon  | 2:12.35   | 26 april 1980 | Amsterdam |

## Palmares

### marathon
- 1971: 10e marathon van Chemnitz - 2:20.04,6
- 1972: 7e marathon van Chemnitz - 2:18.04
- 1972: 33e OS - 2:25.17,6
- 1973:  marathon van Boedapest - 2:18.14,2
- 1973: 4e marathon van Kosice - 2:21.17
- 1973:  Hongaarse kamp. - 2:26.42
- 1974:  marathon van Boedapest - 2:16.56,8
- 1974: 6e marathon van Chemnitz - 2:19.06,4
- 1974:  Hongaarse kamp. - 2:29.58
- 1974: 6e EK - 2:20.12,8
- 1975: 5e marathon van Enschede - 2:22.23,6
- 1975: 5e marathon van Boedapest - 2:17.28,4
- 1975:  Hongaarse kamp - 2:26.41
- 1976:  marathon van Boedapest - 2:16.55,8
- 1977:  marathon van Amsterdam - 2:16.47,0
- 1978: 14e EK - 2:15.45,0
- 1978:  Hongaarse kamp. in Boedapest - 2:16.39 (1e overall)
- 1978:  marathon van Miskolc - 2:17.25
- 1979:  marathon van Amsterdam - 2:14.45,6
- 1979:  Hongaarse kamp. - 2:20.24
- 1979: 5e marathon van Montréal - 2:15.13
- 1980:  marathon van Amsterdam - 2:12.35 (PR)
- 1980: 4e marathon van Auckland - 2:14.44
- 1980: 12e OS - 2:15.18
- 1981: 11e marathon van Tokio - 2:14.39
- 1981:  Hongaarse kamp. - 2:19.46
- 1981:  marathon van Amsterdam - 2:18.11
- 1981: 13e New York City Marathon - 2:13.35 (te kort parcours)
- 1982:  Hongaarse kamp. - 2:17.58
- 1982: 7e marathon van Tokio - 2:12.36